# Stafford Cripps
Richard Stafford Cripps (ur. 24 kwietnia 1889 w Londynie, zm. 21 kwietnia 1952 w Zurychu) – brytyjski polityk, członek Partii Pracy, minister w rządach Winstona Churchilla i Clementa Attleego.

## Życiorys
Jego ojcem był Charles Cripps, początkowo deputowany Partii Konserwatywnej, który później przeszedł do Partii Pracy. Wykształcenie odebrał w Winchester College oraz w University College w Londynie, gdzie studiował chemię. Porzucił jednak nauki ścisłe dla prawa i w 1912 został powołany do korporacji adwokackiej. Podczas I wojny światowej był kierowcą ambulansu we Francji. W 1930 wstąpił do Partii Pracy.
W 1930 otrzymał stanowisko Radcy Generalnego w rządzie MacDonalda i tytuł szlachecki. Wkrótce potem został wybrany do Izby Gmin jako reprezentant okręgu Bristol East (1931). Radcą Generalnym pozostał do powstania rządu koalicyjnego Partii Pracy, Partii Konserwatywnej i Partii Liberalnej. Po zawiązaniu tej koalicji, Cripps przeszedł do opozycji. W 1932 był jednym z założycieli Ligi Socjalistycznej. W 1939 został usunięty z Partii Pracy za prokomunistyczną postawę i poparcie dla idei Frontu Ludowego.
Kiedy premierem został w maju 1940 Winston Churchill, Cripps otrzymał stanowisko ambasadora w ZSRR. Z misją specjalną do Moskwy został wysłany 18 maja 1940, jednak Józef Stalin przyjął go dopiero 1 lipca. 22 października 1940 przedstawił stronie radzieckiej memorandum, w którym Wielka Brytania gotowa była uznać, do czasu podjęcia konsultacji de facto suwerenność ZSRR w Estonii, Łotwie, Litwie, Besarabii i Północnej Bukowinie i tych częściach byłego państwa polskiego, które znajdują się obecnie pod władzą (control) radziecką. Odegrał poważną rolę w poprawie stosunków brytyjsko-radzieckich po ataku III Rzeszy na ZSRR 22 czerwca 1941. Cripps powrócił do Wielkiej Brytanii w 1942 i niemalże od razu został członkiem gabinetu wojennego jako lord tajnej pieczęci i przewodniczący Izby Gmin. Rychło jednak zrezygnował z tego stanowiska i został ministrem ds. produkcji lotniczej. Na tym stanowisku nie wchodził już w skład gabinetu.
W 1945 Cripps powrócił w szeregi Partii Pracy. Po zwycięstwie laburzystów w wyborach 1945 został przewodniczącym Zarządu Handlu. W 1947 otrzymał stanowisko ministra ds. ekonomicznych, a 6 tygodni później został kanclerzem skarbu w rządzie Attlee, wywierając decydujący wpływ na powojenna politykę handlową i finansową. Popierał ideę nacjonalizacji głównych gałęzi przemysłu, zwiększył podatki oraz ograniczył wydatki państwa. Udało mu się ustabilizować kurs funta szterlinga.
Z powodu likwidacji okręgu Bristol East, Cripps w 1950 wystartował w wyborach w okręgu Bristol South East. W 1950 zrezygnował ze stanowisk rządowych z powodu pogarszającego się stanu zdrowia (cierpiał na zapalenie jelit). Jednocześnie zrezygnował z miejsca w parlamencie. Zmarł 2 lata później.
Cripps był żonaty z Isobel Cripps (nazwisko panieńskie Swithinbank). Jego córką była Peggy Cripps, autorka książek dla dzieci.